# Neupreußische Heeresorganisation
Die neupreußische Heeresorganisation behandelt die Aufbauorganisation der preußischen Armee von der Heeresreform von 1807 bis 1814 an, bis zum Beginn des Ersten Weltkrieges 1914.

## Organisation der neupreußischen Armee
Die altpreußische Armee wurde im Krieg von 1806 durch Napoleon völlig zerschlagen, viele Soldaten gingen in Gefangenschaft. Mit der beginnenden Neuformation wurde beschlossen, die alten Regimenter in ihrer bestehenden Form aufzulösen und eine neue Struktur zu schaffen.
Noch während des Krieges gegen Frankreich, nach dem katastrophalen Herbstfeldzug 1806, begann die Reorganisation des Heeres. Am Anfang blieb sie auf die verbliebenen nichtbesetzten Ostprovinzen Preußens (Ostpreußen, Schlesien, Pommern) beschränkt.
So entstanden 19 neue Reservebataillone, 6 Kavalleriebrigaden, sowie einige Freikorps. Zusammen mit den 1806 in den Ostprovinzen zurückgebliebenen Regimentern und Garnisonsbataillonen bildete diese „neue“ Streitmacht bei Kriegsende 1807 63.000 Mann. Diese Streitmacht ist bereits als neupreußische Armee zu bezeichnen.
Nach erfolgter Heeresreform zwischen 1807 und 1814 entstand die neupreußische Armee mit dem für sie typischen Nebeneinander von Linienarmee und Landwehr.
Die Bezeichnung der Regimenter nach ihren jeweiligen Chefs fiel weg, von da an erhielten die Regimenter Nummern und den Namen ihrer Provinz als Bezeichnung (1823 fiel die Bezeichnung nach den Provinzen zwischenzeitlich wieder weg).
Eine wichtige strukturelle Veränderung der Reformen, war die Einrichtung des Kriegsministeriums, in dem ab dem 25. Dezember 1808 die zuvor auf verschiedene Behörden verteilte Militärverwaltung zusammengefasst wurde.
Vom 16. November 1808 an wurden die verbliebenen Regimenter in sechs Brigaden zusammengefasst (Ostpreußische Brigade, Westpreußische Brigade, Pommersche Brigade, Brandenburgische Brigade, Niederschlesische Brigade und die Oberschlesische Brigade). Dabei kamen auf eine Brigade zwei Infanterieregimenter und zwei bis drei Kavallerieregimenter. Die Brigaden entsprachen damit praktisch gemischten Divisionen. Der Zweck dieser Einteilung war es, ein besseres Zusammenspiel der einzelnen Truppengattungen zu erreichen. Ab 1813 bildeten die sogenannten Brigaden das Gegenstück zur Infanteriedivision französischen Typs, mit je einem Infanterieregiment, einem Reserveregiment, einem Landwehrregiment, einem Kavallerieregiment und einer Batterie.
Am 11. Juni 1813 wurden drei Armeekorps gebildet (als I., II., III. Armeekorps bezeichnet).
Jedes Armeekorps bestand aus vier gemischten Brigaden einschließlich 16 Landwehrbataillonen. Dazu kam noch eine Kavalleriereserve von drei Brigaden, wovon in der Regel die ersten beiden aus regulären Regimentern bestanden, die dritte aus Landwehr. Die Artilleriereserve wurde unter einem eigenen Kommandeur zusammengefasst und konnte bis zu acht Batterien umfassen. Die Gliederung des zu einem Großteil aus Landwehr bestehenden IV. Armeekorps wich von der der übrigen ab, da die unterstellten Truppen defensive u. a. Aufgaben erfüllen sollten. Die Gardetruppen standen bis auf ein Halbbataillon der Gardejäger bei der russischen Garde.
Die neupreußische Armee gliederte sich folgendermaßen (1813):
1. Armeekorps (I.,II.,III.)
2. Brigade (gemischter Verband)
3. Infanteriebrigade/Kavalleriebrigade: 2–3 Infanterie- oder Kavallerieregimenter
4. Regiment
5. Bataillon
6. Kompanie

| Gliederung eines preußischen Armeekorps 1813:                                                                                               |
| --- |
| Armeekorps |
| ⇓ |
| 4 gemischte Brigaden, Kavalleriereserve (3 Brigaden), Artilleriereserve                                                                     |
| ⇓ |
| 8 Infanterieregimenter, 1 Jäger- oder Schützenbataillon, ca. 14 Kavallerieregimenter, 16 Landwehrbataillone, 12 Batterien mit 96 Geschützen |

Die Zusammensetzung der Brigaden aus Truppen von verschiedenem Wert entsprach der Absicht, den jungen Landwehren im Gefecht einen soliden Rückhalt an erprobten Linientruppen zu geben.
Am 23. März 1815 wurde die Armee von drei auf sechs Armeekorps eingeteilt (Die Sollstärke eines Armeekorps betrug um die 35.000 Mann).
In der Schlacht von Waterloo war es das IV. Armeekorps unter Kommando von Blücher, das die Schlacht entschied.
Nach dem Wiener Kongress 1815, bestand die preußische Linienarmee aus folgenden Einheiten:
Die Infanterie bestand aus 2 Garderegimentern, 2 Grenadierregimentern und 32 Linieninfanterieregimentern.
Die Kavallerie bestand aus 4 Gardekavallerieregimentern und 32 Linienkavallerieregimentern.
| Verteilung der Verbände auf die Armeekorps (1840) | Verteilung der Verbände auf die Armeekorps (1840) | Verteilung der Verbände auf die Armeekorps (1840)                        | Verteilung der Verbände auf die Armeekorps (1840)                      | Verteilung der Verbände auf die Armeekorps (1840) | Verteilung der Verbände auf die Armeekorps (1840)                                                   |
| Armeekorps                                        | Division                                          | Infanterie-Brigade                                                       | Kavallerie-Brigade                                                     | Landwehr-Brigade                                  | dem Korps unterstellt                                                                               |
| ------------------------------------------------- | ------------------------------------------------- | ------------------------------------------------------------------------ | ---------------------------------------------------------------------- | ------------------------------------------------- | --------------------------------------------------------------------------------------------------- |
| Garde-Korps (Berlin)                              | 1. Garde-Division (Berlin)                        | 1. Garde-Rgt. zu Fuß 2. Garde-Rgt. zu Fuß Garde-Jäger-Bataillon          | Gardes du Corps Garde-Husaren-Rgt. 1. Garde-Ulanen-(Landw.-)Rgt.       | 1., 2. Garde-Landwehr-Rgt.                        | Garde-Artillerie-Brigade Garde-Pionier-Abteilung Garde-Res.-Infanterie-(Landw.-)Rgt.                |
| Garde-Korps (Berlin)                              | 2. Garde-Division (Berlin)                        | 1. Garde-Grenadier-Rgt. 2. Garde-Grenadier-Rgt. Garde-Schützen-Bataillon | Garde-Kürassier-Rgt. Garde-Dragoner-Rgt. 2. Garde-Ulanen-(Landw.-)Rgt. | 3., 4. Garde-Landwehr-Rgt.                        | Garde-Artillerie-Brigade Garde-Pionier-Abteilung Garde-Res.-Infanterie-(Landw.-)Rgt.                |
| I. Armee-Korps (Königsberg i. Pr.)                | 1. Division (Königsberg i. Pr.)                   | 1., 3. Infanterie-Rgt.                                                   | 3. Kürassier-, 1. Dragoner-Rgt.                                        | 1., 3. Landwehr-Rgt.                              | 1. Artillerie-Brigade 1. Pionier-Abteilung 33. Infanterie-Rgt. (1. Res.-Rgt.) 1. Jäger-Abteilung    |
| I. Armee-Korps (Königsberg i. Pr.)                | 2. Division (Danzig)                              | 4., 5. Infanterie-Rgt.                                                   | 5. Kürassier-, 1. Husaren-Rgt.                                         | 4., 5. Landwehr-Rgt.                              | 1. Artillerie-Brigade 1. Pionier-Abteilung 33. Infanterie-Rgt. (1. Res.-Rgt.) 1. Jäger-Abteilung    |
| II. Armee-Korps (Stettin)                         | 3. Division (Stettin)                             | 2., 9. Infanterie-Rgt.                                                   | 2. Kürassier-, 5. Husaren-Rgt.                                         | 2., 9. Landwehr-Rgt.                              | 2. Artillerie-Brigade 2. Pionier-Abteilung 34. Infanterie-Rgt. (2. Res.-Rgt.) 2. Jäger-Abteilung    |
| II. Armee-Korps (Stettin)                         | 4. Division (Stargard)                            | 14., 21. Infanterie-Rgt.                                                 | 3. Dragoner-, 4. Ulanen-Rgt.                                           | 14., 21. Landwehr-Rgt.                            | 2. Artillerie-Brigade 2. Pionier-Abteilung 34. Infanterie-Rgt. (2. Res.-Rgt.) 2. Jäger-Abteilung    |
| III. Armee-Korps (Frankfurt a. d. Oder)           | 5. Division (Frankfurt a.d. Oder)                 | 8., 12. Infanterie-Rgt.                                                  | 2. Dragoner-, 3. Ulanen-Rgt.                                           | 8., 12. Landwehr-Rgt.                             | 3. Artillerie-Brigade 3. Pionier-Abteilung 35. Infanterie-Rgt (3. Res.-Rgt.) 3. Jäger-Abteilung     |
| III. Armee-Korps (Frankfurt a. d. Oder)           | 6. Division (Torgau)                              | 20., 24. Infanterie-Rgt.                                                 | 6. Kürassier-, 3. Husaren-Rgt.                                         | 20., 24. Landwehr-Rgt.                            | 3. Artillerie-Brigade 3. Pionier-Abteilung 35. Infanterie-Rgt (3. Res.-Rgt.) 3. Jäger-Abteilung     |
| IV. Armee-Korps (Berlin)                          | 7. Division (Magdeburg)                           | 26., 27. Infanterie-Rgt.                                                 | 7. Kürassier-, 10. Husaren-Rgt.                                        | 26., 27. Landwehr-Rgt.                            | 4. Artillerie-Brigade 4. Pionier-Abteilung 36. Infanterie-Rgt. (4. Res.-Rgt.) 4. Jäger-Abteilung    |
| IV. Armee-Korps (Berlin)                          | 8. Division (Erfurt)                              | 31., 32. Infanterie-Rgt.                                                 | 8. Kürassier-, 12. Husaren-Rgt.                                        | 31., 32. Landwehr-Rgt.                            | 4. Artillerie-Brigade 4. Pionier-Abteilung 36. Infanterie-Rgt. (4. Res.-Rgt.) 4. Jäger-Abteilung    |
| V. Armee-Korps (Posen)                            | 9. Division (Glogau)                              | 6., 7. Infanterie-Rgt.                                                   | 4. Kürassier-, 2. Husaren-Rgt.                                         | 6., 7. Landwehr-Rgt.                              | 5. Artillerie-Brigade 5. Pionier-Abteilung 37. Infanterie-Rgt. (5. Res.-Rgt.) 1. Schützen-Abteilung |
| V. Armee-Korps (Posen)                            | 10. Division (Posen)                              | 18., 19. Infanterie-Rgt.                                                 | 7. Husaren-, 1. Ulanen-Rgt.                                            | 18., 19. Landwehr-Rgt.                            | 5. Artillerie-Brigade 5. Pionier-Abteilung 37. Infanterie-Rgt. (5. Res.-Rgt.) 1. Schützen-Abteilung |
| VI. Armee-Korps (Breslau)                         | 11. Division (Breslau)                            | 10., 11. Infanterie-Rgt.                                                 | 1. Kürassier-, 4. Husaren-Rgt.                                         | 10., 11. Landwehr-Rgt.                            | 6. Artillerie-Brigade 6. Pionier-Abteilung 38. Infanterie-Rgt. (6. Res.-Rgt.) 2. Schützen-Abteilung |
| VI. Armee-Korps (Breslau)                         | 12. Division (Neiße)                              | 22., 23. Infanterie-Rgt.                                                 | 6. Husaren-, 2. Ulanen-Rgt.                                            | 22., 23. Landwehr-Rgt.                            | 6. Artillerie-Brigade 6. Pionier-Abteilung 38. Infanterie-Rgt. (6. Res.-Rgt.) 2. Schützen-Abteilung |
| VII. Armee-Korps (Münster)                        | 13. Division (Münster)                            | 13., 15. Infanterie-Rgt.                                                 | 11. Husaren-, 6. Ulanen-Rgt.                                           | 13., 15. Landwehr-Rgt.                            | 7. Artillerie-Brigade 7. Pionier-Abteilung 39. Infanterie-Rgt. (7. Res.-Rgt.) 3. Schützen-Abteilung |
| VII. Armee-Korps (Münster)                        | 14. Division (Düsseldorf)                         | 16., 17. Infanterie-Rgt.                                                 | 8. Husaren-, 5. Ulanen-Rgt.                                            | 16., 17. Landwehr-Rgt.                            | 7. Artillerie-Brigade 7. Pionier-Abteilung 39. Infanterie-Rgt. (7. Res.-Rgt.) 3. Schützen-Abteilung |
| VIII. Armee-Korps (Koblenz)                       | 15. Division (Köln)                               | 25., 28. Infanterie-Rgt.                                                 | 4. Dragoner-, 7. Ulanen-Rgt.                                           | 25., 28. Landwehr-Rgt.                            | 8. Artillerie-Brigade 8. Pionier-Abteilung 40. Infanterie-Rgt. (8. Res.-Rgt.) 4. Schützen-Abteilung |
| VIII. Armee-Korps (Koblenz)                       | 16. Division (Trier)                              | 29., 30. Infanterie-Rgt.                                                 | 9. Husaren-, 8. Ulanen-Rgt.                                            | 29., 30. Landwehr-Rgt.                            | 8. Artillerie-Brigade 8. Pionier-Abteilung 40. Infanterie-Rgt. (8. Res.-Rgt.) 4. Schützen-Abteilung |

Nach dem Deutschen Krieg 1866 kamen infolge der Gebietsgewinne drei weitere Armeekorps (das IX., X., XI.) dazu. In diesen wurden die Truppen Schleswig-Holsteins und der annektierten Staaten Hannover, Kurhessen und Nassau eingereiht. Zudem bildete die sächsische Armee mit zwei Divisionen das XII. Armeekorps, und die Armee des Großherzogtums Hessen wurde zu der keinem Korps zugeordneten 25. Division. Die Verbände der kleineren norddeutschen Staaten wurden nach Abschluss entsprechender Militärkonventionen in Form einzelner Regimenter oder Bataillone in die preußische Armee integriert.
So entstand die Armee des Norddeutschen Bundes, welche aus nun insgesamt 27 Divisionen bestand. (Preußen hatte 1865 erst 18 Divisionen besessen). Durch Schutz- und Trutzbündnisse mit den süddeutschen Staaten wurde die Mitwirkung ihrer Truppen im Kriegsfalle gesichert.
Der Bestand der preußischen Armee betrug zum 27. September 1866 (inklusive der kleineren Bundeskontingente) 96 Infanterieregimenter, 12 Jägerbataillone, 19 Dragonerregimenter, 17 Husarenregimenter, 16 Ulanenregimenter, 11 Feldartillerieregimenter, 11 Pionierbataillone und 11 Trainbataillone.
Mit der Proklamierung des Deutschen Reiches 1871 kamen zwei weitere Armeekorps dazu (das XIV. und XV. Armeekorps). So stellte die preußische Armee im Reichsheer 13 von 18 Armeekorps.
1875 waren von insgesamt 420.000 Mann im Reichsheer, 325.000 Mann Angehörige der preußischen Armee. 1888 waren von 487.000 deutschen Soldaten 377.000 Soldaten der preußischen Armee.
1914 umfasste die preußische Armee 498 Infanteriebataillone in 166 Infanterieregimentern zu 3 Bataillonen, 14 Jäger-/Schützen-Bataillone, 7 Unteroffiziersschulen, 9 MG-Abteilungen (180 MG-Kompanien, 15 Festungs-MG-Abteilungen), 430 Kavallerieschwadronen in 86 Regimentern zu 5 Schwadronen, 483 Feldartillerie-Batterien in 76 Regimentern, eine Feldartillerieschießschule, 38 Fußartilleriebataillone in 19 Regimentern zu 2 Bataillonen, 28 Pionierbataillone, 7 Eisenbahnbataillone, 6 Telegrafenbataillone, 4 Fliegerbataillone, 1 Kraftfahrbataillon, 19 Train-Abteilungen und 242 Bezirkskommandos.
Für weitergehende Organisationsstrukturen im Deutschen Kaiserreich, Siehe auch: Reichsheer 1871–1918

### Infanterie
Siehe auch: Infanterieregimenter der neupreußischen Armee 1807–1918
Durch die Niederlage der preußischen Armee im Krieg gegen Napoleon wurden die alten Regimenter in ihrer bisherigen Form aufgelöst und neu gebildet. Dabei blieb die grundsätzliche taktische Gliederung nach Regiment, Bataillon, Kompanie, Zug wie noch in der altpreußischen Armee erhalten.
Am 20. November 1807 begann für die Infanterie die Neuaufstellung. Die fortbestehenden Regimenter bestanden nun pro Regiment aus 2 Musketierbataillonen zu 4 Kompanien pro Bataillon, 2 Grenadierkompanien und ein drittes sogenanntes leichtes Bataillon auch zu 4 Kompanien, das für den Kampf als Plänkler besonders ausgebildet war (1809 in Füsilierbataillon umbenannt). Ab 1813 bestand ein Infanterieregiment aus 2053 Mann. Die Sollstärke wurde also Schritt für Schritt bis dahin erhöht.
| Bestand der preußischen Infanterie im August 1813 nach Ablauf des Waffenstillstandes: | Bestand der preußischen Infanterie im August 1813 nach Ablauf des Waffenstillstandes: | Bestand der preußischen Infanterie im August 1813 nach Ablauf des Waffenstillstandes: | Bestand der preußischen Infanterie im August 1813 nach Ablauf des Waffenstillstandes: |
| ------------------------------------------------------------------------------------- | ------------------------------------------------------------------------------------- | ------------------------------------------------------------------------------------- | ------------------------------------------------------------------------------------- |
| Linieninfanterie                                                                      | Garnison                                                                              | Jäger                                                                                 | Landwehr                                                                              |
| 32 Infanterieregimenter mit 90 Bataillonen                                            | 39 Bataillone                                                                         | 8 Jägerbataillone                                                                     | 151 Bataillone                                                                        |
| = 72.000 Mann                                                                         | = 32.000 Mann                                                                         | = 11.000 Mann                                                                         | = 110.000 Mann                                                                        |

| Bestand der preußischen Infanterie im Jahre 1859 vor der Heeresreform:                         | Bestand der preußischen Infanterie im Jahre 1859 vor der Heeresreform:        | Bestand der preußischen Infanterie im Jahre 1859 vor der Heeresreform: | Bestand der preußischen Infanterie im Jahre 1859 vor der Heeresreform: |
| ---------------------------------------------------------------------------------------------- | ----------------------------------------------------------------------------- | ---------------------------------------------------------------------- | ---------------------------------------------------------------------- |
| Linieninfanterie                                                                               | Landwehrinfanterie                                                            | Jäger                                                                  |                                                                        |
| 2 Garde-Regimenter 2 Grenadieregimenter 32 Infanterieregimenter 8 Reserve-Infanterieregimenter | 4 Garde-Landwehrregimenter 32 Landwehrregimenter 8 Reserve-Landwehrbataillone | 8 Jägerbataillone                                                      |                                                                        |
| = 95.000 Mann                                                                                  | = 3.600 Mann                                                                  | = 4.300 Mann                                                           |                                                                        |

| Bestand der preußischen Infanterie im Jahre 1861 nach der Heeresreform:                                            | Bestand der preußischen Infanterie im Jahre 1861 nach der Heeresreform:       | Bestand der preußischen Infanterie im Jahre 1861 nach der Heeresreform: | Bestand der preußischen Infanterie im Jahre 1861 nach der Heeresreform: |
| --- | ----------------------------------------------------------------------------- | ----------------------------------------------------------------------- | ----------------------------------------------------------------------- |
| Linieninfanterie                                                                                                   | Landwehrinfanterie                                                            | Jäger                                                                   |                                                                         |
| 4 Garde-Regimenter 4 Grenadierregimenter 72 Infanterieregimenter 8 Füsilierregimenter (ehemals Reserve-Regimenter) | 4 Garde-Landwehrregimenter 32 Landwehrregimenter 8 Reserve-Landwehrbataillone | 8 Jägerbataillone                                                       |                                                                         |

#### Linieninfanterie
Die preußische Armee bestand 1815 u. a. aus 32 Linieninfanterieregimentern.
Die 1.–12. Regimenter wurden aus den alten Regimentern gebildet. Sie waren gut ausgebildet und kampfstark. Nur ihnen war es gestattet, in den Befreiungskriegen eigene Truppenfahnen zu führen. Die ersten 12 Infanterieregimenter wurden auch als Stammregimenter bezeichnet.
Die 13.–24. Regimenter wurden aus 12 Reserveinfanterieregimentern geformt.
Das 25. Regiment wurde aus dem Lützowsches Freikorps gebildet.
Das 30. und 31. Regiment wurde aus der Russisch-Deutschen Legion geformt.
Dazu gab es ab 1814 zwei Garderegimenter und zwei eigenständige Grenadierregimenter (Diese beiden Grenadiereinheiten bildeten zusammen eine eigene Infanteriebrigade). Im Dezember 1815 wurden viele Ersatzbataillone aufgelöst und die 34 bis dahin bestehenden Garnisonsregimenter im Zuge des wiedereingekehrten Friedens auf je drei Kompanien geschrumpft. Bis 1840 wurden 6 weitere Linienregimenter gebildet, sodass es im Jahr 1840 40 Linieninfanterieregimenter gab.

#### Leichte Infanterie
Zur leichten Infanterie wurden die Jäger und Schützen gezählt.
Diese wurden 1821 in 4 Jägerabteilungen und 4 Schützenabteilungen zu je 2 Kompanien eingeteilt. Die 4 Schützenabteilungen wurden 1845 zur 5.–8. Jägerabteilung umgewandelt.
1848 wurden die 8 Jägerabteilungen zu 8 Jägerbataillonen (zu 4 Kompanien, zusammen 402 Mann) formiert.
Das I.–IV. Armeekorps erhielt je eine Jägerabteilung, das V.–VIII. Armeekorps erhielt eine Schützenabteilung.

#### Landwehrinfanterie
Die Landwehr bestand aus 26- bis 40-jährigen Männern, die zu alt oder zu schwach für die Linienarmee waren. Die Landwehr wurde nicht vom Kriegsministerium ausgerüstet, sondern von ihren Heimatprovinzen. Jede Provinz hatte eine bestimmte Menge an Landwehrmännern zu rekrutieren. Dies konnte freiwillig erfolgen, wenn dies nicht ausreichte, wurde per Los entschieden.
Mit der Einführung der allgemeinen Wehrpflicht durch das Gesetz über die Verpflichtung zum Kriegsdienst vom 3. September 1814 entstand für die Betroffenen eine Form der uneingeschränkten Dienstfolge mit langjähriger Reserveverpflichtung.
Nach der erfolgten dreijährigen Dienstzeit in der Linienarmee folgten zwei Jahre Zugehörigkeit zur Kriegsreserve. Anschließend gehörte der Wehrpflichtige vom 26. bis 32. Lebensjahr zum 1. Aufgebot der Landwehr, vom 33. bis 39. Lebensjahr zum 2. Aufgebot der Landwehr. Anschließend vom 40. bis 50. Lebensjahr folgte der Dienst im Landsturm.
Das 1. Aufgebot der Landwehr diente zur Unterstützung der stehenden Armee im In- und Ausland. Die Landwehr des 2. Aufgebotes sollte im Krieg die Garnisonen verstärken oder zum Besatzungsdienst hinzugezogen werden.
Die Landwehr erhielt anfangs eine selbstständige Gliederung, die jedoch bald wieder aufgehoben wurden, da ihre militärischen Fähigkeiten noch Mängel aufwiesen.
Ab dem 27. Juli 1813 wurden die Landwehrregimenter in die Linienarmee eingegliedert, indem gemischte Brigaden aus Linieninfanterieregimentern und Landwehrregimentern gebildet wurden (eine Brigade bestand aus zwei Linieninfanterieregimentern und einem Landwehrinfanterieregiment). Ziel war es, der Landwehr durch engeren Anschluss an die kampferprobten Regimenter des stehenden Heeres mehr militärischen Halt zu geben. Die bisherigen Brigaden wurden vom 27. Juli 1813 an als Landwehrregimenter bezeichnet und erhielten provinzweise Nummern.
Gliederung der Landwehrinfanterie 1813:
- Militärbezirk Ostpreußen: 5 Infanterie-Landwehrregimenter
- Militärbezirk Westpreußen: 3 Infanterie-Landwehrregimenter
- Militärbezirk Pommern: 3 Infanterie-Landwehrregimenter
- Militärbezirk Neumark: 3 Infanterie-Landwehrregimenter
- Militärbezirk Mark Brandenburg: 7 Infanterie-Landwehrregimenter
- Militärbezirk Schlesien: 17 Infanterie-Landwehrregimenter

Zusammen bildete die Landwehr 38 Regimenter oder 149 Bataillone. Ein Regiment hatte bis zu vier Bataillone und ein Bataillon zählte im Durchschnitt etwa 700 Mann.
Ende 1813 kamen Landwehrregimenter für das Rheinland, Westfalen und die Elblande hinzu.
Nach Ende der Befreiungskriege 1815 wurden die Landwehrregimenter demobilisiert und nur ein kleiner Bestand blieb erhalten. In Kriegszeiten war es vorgesehen, dass auf jedes Infanterieregiment zwei Landwehrregimenter kommen. Das heißt, dass zwei Landwehrregimenter im Kriegsfalle zu einem zusammengelegt werden sollten. Aus diesem Grund erhielten die Regimenter, die zusammengelegt werden sollten, die gleiche Nummerierung, nur mit einem a oder b unterschieden.
1817 gab es 68 Landwehrregimenter (1.–34. a und b), die den vorhandenen 34 Linienregimentern entsprachen. 1840 betrug die Friedensstärke der Landwehr 2804 Mann.

### Kavallerie

#### Linien-Kavallerie

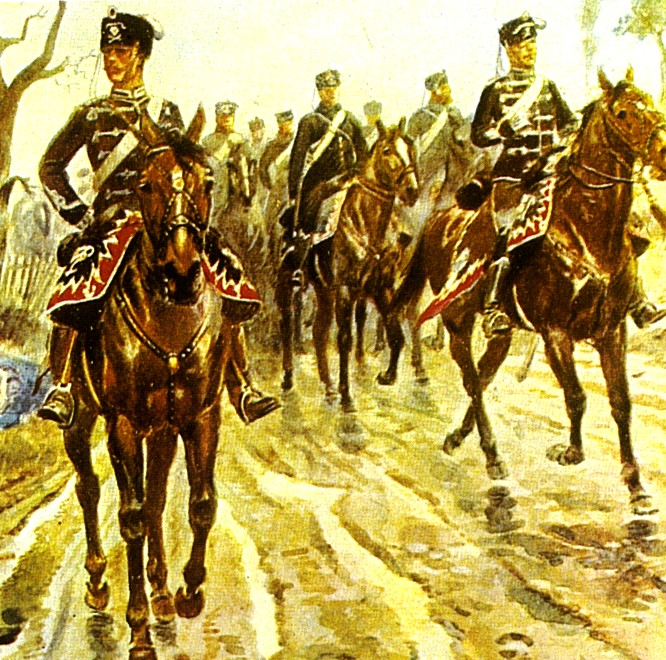
Preußische Husaren, spätes 19. Jahrhundert

Ein Kavallerieregiment bestand 1815 aus 400–600 Mann. Das Regiment teilte sich in der Regel in 4 Schwadronen auf.
Bestand an Linienkavallerie, 1859:
- 6 Garde-Kavallerieregimenter
- 32 Linienkavallerieregimenter

Zusammen: 23.000 Mann
1. Kürassiere
Die Kürassiere bildeten nach wie vor die Elite der Kavallerie. Sie besaßen das höchste Ansehen in der Armee. Besaß die preußische Armee 1806 noch 13 Kürassierregimenter, so waren dies 1813 nur noch 5 Kürassierregimenter.
1819 kamen durch Umwandlung 4 weitere Kürassierregimenter hinzu auf nunmehr 9 Kürassierregimenter.
2. Dragoner
1819 wurden 5 der 9 Dragonerregimenter in Kürassierregimenter umbenannt. Die Dragoner zählten seitdem zur leichten Kavallerie.
3. Ulanen
4. Husaren

#### Landwehrkavallerie

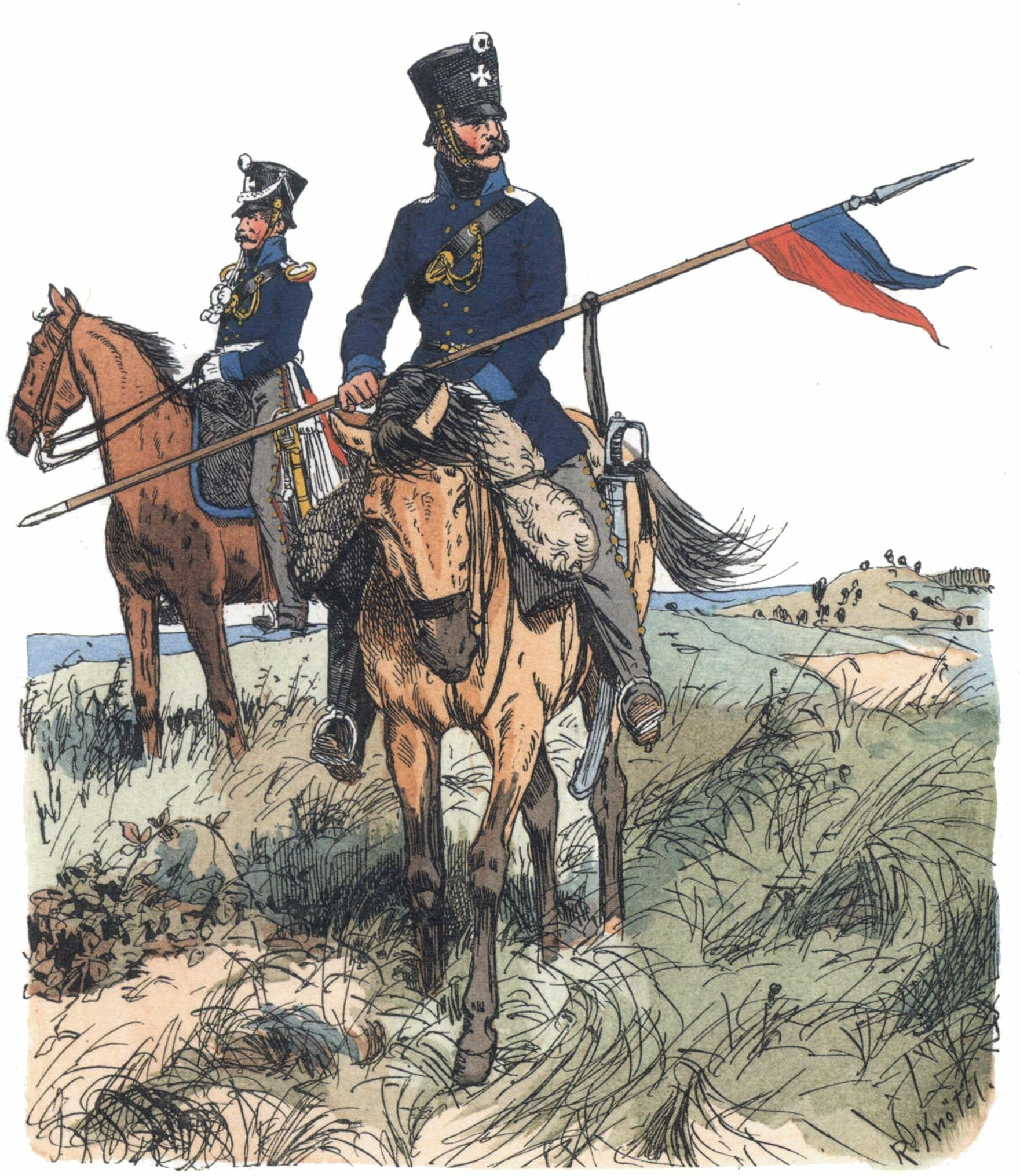
Preußische Landwehrkavallerie in den Befreiungskriegen

Die Landwehrkavallerie wurde als leichte Kavallerie eingestuft. Ihre Bewaffnung bestand ausschließlich aus Lanzen und Säbeln, zu denen sie allerdings kaum ausgebildet wurden. 1813 wurden insgesamt 30 Landwehrkavallerieregimenter zu 113 Schwadronen gebildet. Zusammen waren dies knapp 11.000 Mann.
Gliederung der Landwehrkavallerie 1813:
- Militärbezirk Ostpreußen: 5 Kavallerie-Landwehrregimenter
- Militärbezirk Westpreußen: 3 Kavallerie-Landwehrregimenter
- Militärbezirk Pommern: 3 Kavallerie-Landwehrregimenter
- Militärbezirk Neumark: 2 Kavallerie-Landwehrregimenter
- Militärbezirk Kurmark: 7 Kavallerie-Landwehrregimenter
- Militärbezirk Schlesien: 8 Kavallerie-Landwehrregimenter
- Militärbezirk Westfalen: 1 Kavallerie-Landwehrregiment
- Militärbezirk Elbe: 1 Kavallerie-Landwehrregiment
- Militärbezirk Thüringen: 1 Kavallerie-Landwehrregiment
- Militärbezirk Rheinland: 3 Kavallerie-Landwehrregimenter (ab November 1815)

1821 wurden zwei Garde Landwehr-Kavallerieregimenter gebildet. Die letzten 12 Landwehr-Kavallerieregimenter wurden 1866 aufgelöst.
Bestand an Landwehrkavallerie, 1859:
- 2 Garde-Landwehr-Kavallerieregimenter
- 32 Landwehr-Kavallerieregimenter (nur Stamm)

Zusammen: 750 Mann

### Artillerie
Der Artillerie wurde von Napoleon eine Mannschaftsstärke von 6.000 Mann zugestanden, die tatsächliche Stärke betrug ohne Offiziere 6.300 Mann. Der Überschuss wurde durch die berittene und Fußkompanie der Garde gebildet, womit die Rüstungsbeschränkungen formal korrekt umgangen werden konnten, da diese Kompanien nicht als Artillerie, sondern als Gardetruppen gerechnet werden konnten. Am 24. November 1809 erhielt die Artillerie eine neue Gliederung in drei Brigaden. Eine Brigade bestand aus 12 Fußartilleriekompanien und drei reitenden Artilleriekompanien. Eine Artilleriebrigade bestand aus rd. 2.100 Mann. Jede Artilleriebrigade musste im Mobilmachungsfall zwei Truppenbrigaden mit Artillerie ausrüsten. Geschütze, wie früher, bei der Infanterie gab es nicht mehr. Alle Geschütze waren der Artillerie zugeteilt.
Artilleriebrigaden:
- 1. Preußische Artilleriebrigade
- 2. Brandenburgische Artilleriebrigade
- 3. Schlesische Artilleriebrigade

Von jeder Brigade waren 6 Fußartilleriekompanien zur Festungsartillerie bestimmt.
Nach der Mobilisierung 1813 betrug der Umfang der Artillerie 15.300 Mann.
Das nach den Befreiungskriegen stark verbrauchte und buntscheckig zusammengesetzte Material wurde ab 1816 durch neues Material ersetzt. Die Kanonen wurden allerdings noch schwerer, eine sechspfünder Kanone wog demnach nun zwei Tonnen. 1831 verfügte die Artillerie über 864 Feldgeschütze.
1870 betrug die Stärke der Feldartillerie 1284 Geschütze.
Zusammensetzung der Artillerie 1859, vor der Heeresreform:
- 1 Garderegiment
- 8 Artillerieregimenter
- 1 kombinierte Festungsartillerieabteilung
- 1 Feuerwerksabteilung

Zusammen 17.000 Mann

### Pioniere
Im Zuge der Neuorganisation des Militärs in Preußen nach 1807 wurde der Reformer, Oberstleutnant Gneisenau, 1809 damit beauftragt, die bisher eigenständigen Mineur-, Pionier- und Pontonierkorps und die Festungsbaumeister zu einem Ingenieurkorps zusammenzufassen.
Durch Fortschritte in der Technik entstanden neue technische Pionierformationen:
- 1. 1830 die Telegraphentruppe, aus der 1899 eine eigene Truppengattung, die spätere Nachrichtentruppe hervorging.
- 2. 1866 die Eisenbahnpioniere
- 3. 1870 die Luftschiffertruppe

Zusammensetzung der Pioniere 1859, vor der Heeresreform:
- 1 Gardeabteilung
- 8 Pionierabteilungen

Zusammen 2500 Mann
Die Ausbildung und Ausrüstung der Pioniertruppe wurde ebenfalls den technischen Fortschritt angepasst. So wurde 1867 das neue Zündnadelgewehr auch in der Pioniertruppe eingeführt, das
Brückengerät wurde erweitert sowie einheitliche Dienstvorschriften eingeführt.
Nach der Mobilmachung im Jahr 1914 verfügte die Pioniertruppe des Gesamtdeutschen Heeres über 218 Pionierkompanien und 106 Brückentrains mit einer Gesamtstärke von 80.000 Mann. Zum Vergleich: 1914 waren von 35 Pionierbataillonen, 28 von der preußischen Armee.
Bis 1918 wurden weitere 431 Pionierkompanien und 46 Brückentrains in Dienst gestellt.
Eine Pionierkompanie wurde von einem Hauptmann geführt, verfügte über vier weitere Offiziere, einen Arzt sowie 264 Unteroffiziere und Mannschaften.

### Train
Die ersten stehenden Train-Formationen wurden in der preußischen Armee 1853 errichtet. Jedes Armeekorps erhielt ab 1856 ein Train-Bataillon mit 2 Kompanien zugeteilt. 1859 gab es insgesamt 9 Train-Bataillone (
Zusammen 1200 Mann). Bis 1912 wurden 20 Train-Bataillone aufgestellt. Vom 1. April 1914 an hießen die Train-Bataillone Train-Abteilungen, die Kompanien Eskadrons. Die Eskadronschefs hießen ebenfalls wie bei der Kavallerie Rittmeister (dem Hauptmann gleichrangig).
Unter dem Begriff Train fasste man Fahrer, Wagenführer, Köche, Bäcker und Fleischer zusammen. Also alle, die für die Versorgung der Armee im Felde zuständig waren. Die Mannschaften des Trains waren hauptsächlich dazu bestimmt, im Mobilmachungsfalle als Fahrer und Wagenführer verwendet zu werden.
Der in den Friedenszeiten oft nicht so recht ernst genommene und milde belächelte, wenn nicht sogar verachtete Train war das eigentliche Rückgrat des Heeres. Wie man spätestens beim Vormarsch in Frankreich 1914 schmerzlich feststellte, blieb jeder Vormarsch bald stecken, wenn es nicht gelang, Verpflegung sowie Gefechtsmittel-Nachschub sicherzustellen.